# Jan Blomme
Jan Blomme (* 27. Mai 1959 in Varsenare, Provinz Westflandern) ist ein ehemaliger belgischer Radrennfahrer und nationaler Meister im Radsport.

## Sportliche Laufbahn
Blomme war Bahnradfahrer. Er war Teilnehmer der Olympischen Sommerspiele 1980 in Moskau. Er bestritt die Mannschaftsverfolgung, sein Team mit Diederik Foubert, Jan Blomme, Jozef Simons und Joseph Smeets belegte den 10. Platz. Im 1000-Meter-Zeitfahren wurde er als 13. klassiert. 
1979 gewann er bei den nationalen Meisterschaften im Bahnradsport die Titel in der Einerverfolgung und im Omnium. Im Punktefahren und in der Mannschaftsverfolgung gewann er jeweils die Bronzemedaille. 1980 verteidigte er den Titel im Omnium und wurde Meister im 1000-Meter-Zeitfahren vor Diederik Foubert, dazu kam Bronze im Dernyrennen. Vize-Meister im Zeitfahren wurde er 1981. 1982 gewann er drei Titel. Er siegte im Zeitfahren, in der Einerverfolgung und in der Mannschaftsverfolgung.